# Enghavegård Skole
Enghavegård Skole er en kommunal folkeskole i bydelen Mørkhøj i Gladsaxe Kommune, der har ca. 880 elever. Den blev indviet i 1963 og er kendt fra filmen Operation Kirsebærsten og som mål for et af Bombemanden fra Gladsaxes attentatforsøg.
Enghavegård Skole blev oprettet som forsøgsskole for Blaagaard Seminarium, der i 1963-2016 var beliggende på Mørkhøj Park Allé. Begge bygninger er tegnet af arkitekterne Jørgen Bo samt Karen og Ebbe Clemmensen.
Nabo til TV-Byen siden dens grundlæggelse, indtil DR flyttede sine aktiviteter til DR Byen på Amager i 2006. I en tid, hvor transport af tungt tv-grej var forholdsvis kostbar og besværlig, betød naboskabet igennem 1960-erne og 1970-erne, at en del nyhedsindslag i Danmarks Radio om folkeskolen som institution brugte Enghavegård Skole som kulisse. Naboskabet i tiden 1963-2006 med på den ene side Danmarks største mediehus og på den anden side et lærerseminarium udfældede sig i frugtbare samarbejder på kryds og tværs og prægede skolens liv med nyeste vinde inden for pædagogik og ledelsesstruktur, f. eks. var skolen blandt de første i Danmark med gruppearbejde, klassens time, Science-fag slået sammen, brug af it-redskaber, video-redigering, medarbejderstyring o.a.[kilde mangler]
Den 3. oktober 2018 blev Enghavegård skole certificeret som UNICEF rettighedsskole.

## Kendte elever
Følgende har gået på Enghavegård Skole:
- Jacob Andersen, født 1960 — percussionist (bl.a. Sneakers, Danseorkestret)
- Rasmus Kærså, født 1960 — sanger, musiker (bl.a. Sneakers, Danseorkestret, Moonjam)
- Morten Kærså, født 1957 — sanger, musiker, komponist, producer, sangskriver, forfatter (bl.a. Sneakers, Moonjam)
- Lene Kørschen Larsen, født 1957, død ? — digter